# Joseph Peyré
Joseph Peyré est un écrivain français, né le 13 mars 1892 à Aydie (Pyrénées-Atlantiques), mort le 26 décembre 1968 à Cannes (Alpes-Maritimes). Plusieurs de ses ouvrages ont été récompensés par un prix.

## Biographie
Joseph Peyré naît en 1892 en pays de Vic-Bilh, à Aydie, village béarnais où son père et sa mère sont instituteurs. Il fait ses études au lycée de Pau (aujourd'hui lycée Louis-Barthou) puis à Paris, où il est l'élève du philosophe Alain en khâgne au lycée Henri-IV, et à Bordeaux : licence de philosophie et doctorat en droit (mention Sciences politiques et économiques). Après une brève carrière d'avocat au Barreau de Pau et de chef de cabinet à la préfecture de Limoges, il se dirige ensuite vers le journalisme avec Georges et Joseph Kessel. C’est alors, à la fin des années vingt, que ce dernier, soutenu par le poète, journaliste et écrivain Francis Carco, pousse Peyré à écrire. Alain avait vu juste, qui avait prédit à son élève une carrière littéraire ! Celle-ci durera près de quarante ans et donnera naissance à plus de quarante quatre ouvrages romans, nouvelles, essais et livres pour enfants.

## Thèmes de ses œuvres
Trois thèmes animent l'œuvre de ce « romancier de la solitude et de l'exaltation de l'homme »[réf. nécessaire] :
- le désert et les méharées à travers le sable, du cycle saharien qui compte notamment L'Escadron blanc, Le Chef à l'étoile d'argent, La Légende du goumier Saïd.
- l'Espagne, qui revit dans Sang et Lumières ou Guadalquivir[2] ; les deux ouvrages ont pour sujet la corrida et la tauromachie.
- la haute montagne, avec Matterhorn (1939), Mont Everest (1942) et Mallory et son dieu (1947).

Joseph Peyré a aussi consacré plusieurs livres à son Béarn natal (Le Puits et la Maison, De mon Béarn à la mer basque) et au Pays basque : Jean le Basque (illustré par Ramiro Arrue) et Le Pont des sorts.
Romancier de l'action, romancier de l'énergie, Joseph Peyré s'était présenté à l'Académie française en 1956 sur les instances de Pierre Benoit et du duc de Lévis-Mirepoix, au fauteuil du baron Seillière. Sans atteindre le succès, malgré un nombre important de voix. Le duc de Lévis Mirepoix écrit à ce propos : « C'était l'écrivain le moins porté à faire une campagne. Il n'était capable que d'attirer et de ressentir l'amitié. Il se montrait peu et venait rarement à Paris.[...] À cette amitié de vingt ans toujours présente mais glissée au domaine des ombres, qu'il me soit permis de renouveler cette voix qui n'a pas abouti, mais qui demeure un fidèle hommage ».
Joseph Peyré est officier de la Légion d'honneur et officier du Mérite saharien.

## Ils ont dit de lui
- Michel Ballerini : « Le cas d’Henri Troyat est comparable à celui de Joseph Peyré : l’un et l’autre n’ont jamais pratiqué l’alpinisme, mais l’un et l’autre ont écrit des œuvres qui comptent parmi les meilleures de la littérature alpine romanesque. »[4]
- Pierre Bourgeade : « Pour bien écrire, il faut savoir faire voir, mais il faut d’abord voir, et Peyré sait faire l’un et l’autre. »[5]
- Josefina Bueno Alonso : « L’influence que l’Espagne a exercée sur l’œuvre de nombreux écrivains est un fait indiscutable, et dont les exemples seraient infinis. Cependant, en ce qui concerne Joseph Peyré, les choses prennent une tout autre tournure. J. Peyré n’a pas seulement écrit sur L’Espagne, il y a vécu. »[6]
- André Bourin : « D’autres Jean le Basque, d’autres Pierre Sabathé céderont [aux mirages de l’Ouest] et iront eux aussi au-delà des mers, jusqu’en Californie, jusqu’au Nevada, poussés par un ancestral instinct migrateur. Mais auprès de Joseph Peyré, je sens toute la force des liens qui les rattacheront toujours à leur sol, aux fougeraies rousses du Pays basque, au Béarn des côtes vineuses ou des forêts, à leurs gaves, à leurs nives[7].
- Francis Carco : « C'est l'artiste que j'admire en lui, mais j'estime l'homme à sa valeur : il est celui dont parlait La Bruyère. »[8]
- Roger Frison-Roche : « Cette passion du Sahara, qui domine toujours et encore mes mémoires d'aventures, c'est à mon grand ancien Joseph Peyré que je la dois. Un "grand merci", Joseph Peyré, pour m'avoir fortifié par ces récits prémonitoires de la montagne et des déserts, qui m'ont dicté ma propre aventure. »[9]
- Guillain de Bénouville : « Nul mieux que Joseph Peyré ne fait comprendre ce que toute aventure comporte d’humanité. »[10]
- Joseph Kessel : « L'Escadron blanc parut. Aussitôt, sur les pistes sahariennes les hommes et les choses prirent une réalité surprenante. Une imagination qui rejoignait celle des visionnaires... »[11]
- André Labarrère : « Le Béarnais d’Aydie, comme les hommes et les femmes de sa race, a horreur de se laisser enfermer. Aussi bien dans les conventions que dans les limites par définition étroites d’un seul paysage, d’une seule émotion. Il lui faut l’espace, le rêve, l’évasion. »[12]
- Jean Lebrau : « Un écrivain de cœur comme Peyré aime trop ses personnages pour ne point les garder en lui après que le livre l’a quitté […] L’unité de l’œuvre comme de l’homme s’impose à mon esprit, symbolisée par une lame. Tout est franc, tout est net, tout est volontaire, rien n’est superflu. »[13]
- Lévis Mirepoix : « Il a vécu discret, recueilli en son œuvre sans s'agiter autour d'elle. Et pourtant les thèmes qui l'inspiraient n'étaient pas ceux d'un contemplatif, absorbé dans un univers abstrait [...] Ce Béarnais à la minceur d'acier donnait toute sa pensée, tout son verbe à l'action. »[3]

## Postérité
Fin connaisseur de l'Espagne et grand amateur de tauromachie, Joseph Peyré a donné son nom à un prix, le « trophée Joseph Peyré », remis chaque année par la peña taurine de Garlin, qui récompense le triomphateur des novilladas estivales. Il existe aussi un club taurin Joseph Peyré à Pau
Aydie, village natal de Peyré, fait partie du canton de Garlin ; le collège de Garlin porte son nom, ainsi qu’une rue à Lembeye (canton voisin) et une autre à Aire-sur-l'Adour (Landes). À Pau, une rue lui est dédiée, et une salle porte également son nom au Palais Beaumont. À Beauvallon (commune de Grimaud), près de Sainte-Maxime, une « place Joseph-Peyré » est proche de la « Palombière provençale" dont il fit sa résidence principale en 1941.
Avec un catalogue de 280 notices, la Bibliothèque municipale de Pau a présenté, de juillet à septembre 1976, une « exposition Joseph Peyré ». Grâce à un don important de documents fait à la ville de Pau par sa veuve, un « fonds Joseph Peyré » est constitué et, aujourd'hui, accessible à la médiathèque intercommunale « André-Labarrère », de Pau.
En 1992, date du centenaire, l'Académie de Béarn, le conseil général des Pyrénées Atlantiques, la ville de Pau et l'Université de Pau et des Pays de l'Adour se sont associés pour célébrer la mémoire de l'écrivain à travers expositions, conférences et colloque universitaire dont la liste exhaustive (18 manifestations) figure dans les actes du colloque international de Pau : Joseph Peyré : L'Homme de ses livres.

« Je voudrais… qu'on me prît pour ce que je suis, un homme de ma terre

d'autant plus attaché à elle que j'en goûte mieux avec l'âge qui passe,

l'éternité, l'asile, la maternelle douceur. »

— Joseph Peyré, De mon Béarn à la mer basque
Pour le 125e anniversaire de sa naissance, un timbre a été édité à son effigie, Emmanuel Macron alors ministre de l'Économie ayant relayé la demande du député David Habib. À cette occasion, le Conseil Départemental des Pyrénées-Atlantiques a accompagné organisé, les 20 et 21 octobre 2017 à Garlin, une manifestation avec l’appui du Collège et de la Commune sur le thème de l’école de la République de jadis et de la défense de la Langue Française. Une exposition et deux conférences ont servi de base à l’animation de cette manifestation.
Dans le cadre des Commémorations nationales 2018 (Ministère de la Culture) :
1. Exposition à la Médiathèque intercommunale d’Aire-sur-l’Adour, du 22 mars au 5 avril : "La vie et l’œuvre de Joseph Peyré », par Pierre Peyré. Conférences de Miguel Darrieumerlou (Club taurin Joseph Peyré) et Christian Manso (Université de Pau et des Pays de l’Adour).
2. À Madrid-Institut Cervantes, le 12 juin 2018 : "Homenaje a Joseph Peyré, un francès de alma espanola, en el 50 anniversario de su muerte » (Colloque universitaire international).
3. À l’Université de Pau et des Pays de l’Adour, les 25,26 et 27 octobre 2018 : Colloque international « Joseph Peyré (1892-1968), l’écriture d’un monde, un monde d’écriture ».
4. À l'Institut Cervantes de Bordeaux, le 13 novembre 2018 : Table ronde « Joseph Peyré (1892-1968) au cœur de l’Espagne.
5. À Pau, "Les Rencontres Littéraires, Les idées mènent le Monde", Palais Beaumont, le 16, 17 et 18 novembre 2018 : « L’or noir en Béarn, vers des lendemains qui chantent ? D’après le roman de Joseph Peyré Le Puits et la Maison », par Christian Manso et Pierre Peyré.
6. À Paris (Archives Diplomatiques La Courneuve et Hôtel des Invalides), les 6 et 7 décembre 2018 : Colloque international «Joseph Peyré l’africain ».

## Œuvres
- Sur la terrasse, 1922
- Francis Carco, 1923
- Les Complices, 1928
- Xénia, préface de Joseph Kessel, 1930
- L'Escadron blanc, 1931
- Le Chef à l'étoile d'argent, 1933
- Sous l'étendard vert, 1934
- Coups durs, 1935
- Sang et Lumières, 1935
- L'Homme de choc, 1936
- Roc-Gibraltar, 1937
- De cape et d'épée, 1938
- Matterhorn, 1939
- Croix du sud, 1942
- Mont Everest, 1942
- Proie des ombres, 1943
- Romanesque Tanger, 1943
- Sahara éternel, 1944
- Voyage marocain, 1944
- Un soldat chez les hommes, 1946
- Mallory et son dieu, 1947
- La Tour de l'or, 1947
- L'Étang Réal, 1949
- La Légende du goumier Saïd, 1950
- Inoa, 1951
- De mon Béarn à la mer basque, 1952
- Guadalquivir, 1952
- Jean le Basque, 1953
- La Passion selon Séville..., 1953
- Le Puits et la Maison, 1955
- Sahara, 1955
- Les Quatre Capitaines, 1956
- De sable et d'or, 1957
- Une fille de Saragosse, 1957
- Pays basque, Les Albums des Guides bleus, 1957
- Souvenirs d'un enfant, 1958
- Le Pont des sorts, 1959
- Le Pré aux ours, 1959 (édition illustrée par Marie-Antoinette Rouilly Le Chevallier, Casterman, 1965)
- Cheval piaffant - un Basque chez les Sioux, 1960
- Le Plan du soleil, 1960
- Les Lanciers de Jerez, 1961
- Les Remparts de Cadix, 1962
- L'Alcade de San Juan, 1963
- Feu et sang de juillet, 1964

## Prix et distinctions
- 1931 : Prix de La Renaissance, pour L'Escadron blanc
- 1933 : Prix de Carthage, pour Le Chef à l’étoile d'argent
- 1935 : Prix Goncourt, pour Sang et Lumières
- 1950 : Prix de la Mer et de l’Outre-mer, pour La Légende du goumier Saïd
- 1952 : Prix Fabien Artigue, pour De mon Béarn à la mer basque

## Hommages
- Un timbre-poste à son effigie a été émis par La Poste le 23 octobre 2017 (Yvert n° 5178).

## Adaptations au cinéma
- 1936 : L'Escadron blanc, film italien d'Augusto Genina, avec Fosco Giachetti, Fulvia Lanzi, Francesca Dalpe.
- 1949 : L'Escadron blanc, film français de René Chanas, avec Jean Chevrier, René Lefèvre et Michèle Martin.
- 1954 : Sang et Lumières, film franco-espagnol de Georges Rouquier, dialogues de Michel Audiard, avec Daniel Gélin, Zsa Zsa Gábor et Jacques Dufilho.

#### Radio et télévision
- Vent du Sud, entretiens avec Joseph Peyré, une série de 11 émissions de la Radiodiffusion-télévision Française, présentée par Marguerite Taos sur France II, du 5 janvier au 16 mars 1958.
- Jour de fête au Pays Basque, disque vinyle 33 tours, Musique du monde, Ed. Biem, 1962.
- Pierre Dumayet, Interview de Joseph Peyré à l'émission Lectures pour tous de l'ORTF, le 14 mars 1962.
- Joseph Peyré : écrivain, béarnais, humaniste, film de 26 min, texte et scénario de Pierre Peyré, réalisé par Dominique Gautier, texte dit par Jacques Dufilho, distribué par le Centre national de documentation pédagogique, 1992.